# 1185年教宗選舉
1185年教宗選舉在路爵三世離世後舉行。樞機選出烏巴多·克里維利樞機為新教宗，他取名為「烏爾班三世」。

## 路爵三世離世和烏爾班三世當選
1185年11月25日，年老的路爵三世於维罗纳離世。同日，路爵三世離世時陪伴在側的18位樞機開始選出他的繼任人。他們大部分人來自北意大利並組成1個激進反帝國派的陣營，而生於羅馬、立場更溫和的樞機則缺席選舉。結果，來自北意大利樞機在路爵三世離世數小時後一致投票支持他們唯一的候選人米蘭總主教烏巴多·克里維利樞機為新教宗，他取名「烏爾班三世」。

## 參與選舉的樞機
路爵三世離世時共有約26位樞機。根據1185年11月11日和12月16日發出的教宗詔書上簽署，當時可能有18位樞機參與選舉。
| 姓名                   | 出生地                  | 領銜教區/堂區/執事區                            | 冊封樞機日期   | 冊封者       | 備註                                              |
| ---------------------- | ----------------------- | ----------------------------------------------- | -------------- | ------------ | ------------------------------------------------- |
| 康拉德·馮·維特爾斯巴赫 | 巴伐利亚                | 薩比娜羅馬城郊教區主教                          | 1165年12月18日 | 亞歷山大三世 | 樞機團團長及薩爾斯堡總主教                        |
| 德地奧·德·阿羅赫爾     | 阿羅內                  | 波多-聖魯菲納羅馬城郊教區主教                   | 1165年12月18日 | 亞歷山大三世 |                                                   |
| 亨利·德·馬爾恰克       | 法國的馬西城堡          | 阿爾巴諾羅馬城郊教區主教                        | 1179年3月      | 亞歷山大三世 |                                                   |
| 蒂博                   | 法國                    | 奧斯蒂亞羅馬城郊教區及 韋萊特里羅馬城郊教區主教 | 1184年         | 路爵三世     |                                                   |
| 阿爾伯特·德·莫拉       | 貝內文托                | 盧奇娜的聖老楞佐聖殿司鐸                        | 1156年12月21日 | 亞德四世     | 首席司鐸、羅馬天主教會總理及 後來的教宗額我略八世 |
| 若望·孔蒂·德·阿納尼    | 阿納尼                  | 聖馬爾谷聖殿司鐸                                | 1158年或1159年 | 亞德四世     | 未來的帕萊斯特里納主教                            |
| 勞倫特·德·帕洛莫       | 佛羅倫斯附近的 帕洛莫   | 越台伯河的聖母大殿司鐸                          | 1173年9月21日  | 亞歷山大三世 |                                                   |
| 烏巴多·克里維利        | 米蘭                    | 大馬修斯的聖洛倫佐聖殿司鐸                      | 1182年12月18日 | 路爵三世     | 米蘭總主教、於這次選舉中 當選為教宗烏爾班三世     |
| 潘多爾福               | 盧卡                    | 十二宗徒聖殿司鐸                                | 1182年12月18日 | 路爵三世     |                                                   |
| 阿爾比努斯             | 不詳                    | 耶路撒冷聖十字聖殿司鐸                          | 1182年12月18日 | 路爵三世     | 未來的阿爾巴諾羅馬城郊教區領銜主教                |
| 美利羅·拉·貝耶         | 比薩                    | 聖若望及保祿堂司鐸                              | 1185年3月16日  | 路爵三世     | 總務樞機                                          |
| 艾德拉德·郭居靜        | 维罗纳                  | 聖瑪策祿堂司鐸                                  | 1185年3月16日  | 路爵三世     | 未來的維羅納主教                                  |
| 阿迪色奧·德·拉夫達拉   | 克雷莫納附近的 拉夫達拉 | 聖戴多祿堂執事                                  | 1156年12月21日 | 亞德四世     |                                                   |
| 格拉齊亞諾·達·比薩     | 比薩                    | 聖葛斯默和達彌盎聖殿執事                        | 1178年3月4日   | 亞歷山大三世 |                                                   |
| 蘇非多                 | 皮斯托亞                | 拉塔路聖母堂執事                                | 1182年12月18日 | 路爵三世     |                                                   |
| 伯多祿·戴安娜          | 皮亞琴察                | 卡斯洛的聖尼各老堂執事                          | 1185年3月16日  | 路爵三世     |                                                   |
| 奈傑爾·尼古拉斯        | 不詳                    | 維拉布洛聖喬治聖殿執事                          | 1185年3月16日  | 路爵三世     |                                                   |
| 羅蘭度                 | 比薩                    | 金碧地利聖母堂執事                              | 1185年3月16日  | 路爵三世     | 前候任多勒主教                                    |

上述18位樞機裏亞歷山大三世和路爵三世分別冊封了5位和10位樞機，而亞德四世則冊封了3位樞機。

## 缺席選舉的樞機
| 姓名                    | 出生地     | 領銜教區/堂區/執事區         | 冊封樞機日期     | 冊封者       | 備註                                    |
| ----------------------- | ---------- | ---------------------------- | ---------------- | ------------ | --------------------------------------- |
| 保祿·斯科拉里           | 羅馬       | 帕萊斯特里納羅馬城郊教區主教 | 1179年9月21日    | 亞歷山大三世 | 利伯略大殿總司鐸、 後來的教宗克勉三世   |
| 伯多祿·德·博諾          | 羅馬       | 戴克里先浴場聖女蘇撒納堂司鐸 | 1166年3月18日    | 亞歷山大三世 |                                         |
| 魯杰羅·迪·聖塞韋里諾    | 聖塞韋里諾 | 聖尤西比奧堂司鐸             | 約1178年至1180年 | 亞歷山大三世 | 貝內文托總主教、外地樞機                |
| 紀堯姆·柯斯·布蘭斯·敏斯 | 法國       | 聖撒比納聖殿司鐸             | 1179年3月        | 亞歷山大三世 | 蘭斯總主教、法蘭西王國國務卿及 外地樞機 |
| 加辛托·博波恩·柯西尼    | 羅馬       | 希臘聖母堂執事               | 1144年12月22日   | 路爵二世     | 首席助祭、後來的教宗雷定三世            |
| 波波                    | 羅馬       | 波斯利亞的聖安傑洛堂執事     | 1182年12月18日   | 路爵三世     | 未來的波多-聖魯菲納主教                 |
| 奧塔維亞諾·迪·保利      | 羅馬       | 聖色爾爵及伯古斯堂執事       | 1182年12月18日   | 路爵三世     | 未來的奧斯蒂亞及韋萊特里主教            |
| 赫拉爾·阿利色古尼       | 盧卡       | 聖亞德堂執事                 | 1182年12月18日   | 路爵三世     | 羅馬教區代理主教                        |

上述8位缺席選舉的樞機裏亞歷山大三世和路爵三世分別冊封了4位和3位樞機，而路爵二世則冊封了1位樞機。

## 烏爾班三世加冕及後續
1185年12月1日，烏爾班三世在维罗纳加冕。成為教宗後，他繼續出任米蘭總主教。他在1187年10月20日離世。

## 腳註及參考書目

### 腳註
1. ↑  John Paul Adams. . California State University Northridge.   [2017-07-07]. （原始内容存档于2016-03-03） （英语）.
2. ↑  Frederic J. Baumgartner. . Palgrave Macmillan. 2003: 33. ISBN 0-312-29463-8 （英语）.
3. ↑  Robinson, p. 86
4. ↑  Jaffé, p. 431-432, 492-493
5. ↑  Salvador Miranda. . Florida International University.   [2017-07-08]. （原始内容存档于2018-04-08） （英语）.
6. ↑  Salvador Miranda. . Florida International University.   [2017-07-08]. （原始内容存档于2017-02-01） （英语）.
7. ↑  Salvador Miranda. . Florida International University.   [2017-07-08]. （原始内容存档于2016-03-05） （英语）.
8. ↑  Salvador Miranda. . Florida International University.   [2017-07-07] （英语）.
9. ↑  Ganzer, pp. 129-131 no. 52
10. ↑  Salvador Miranda. . Florida International University.   [2017-07-07]. （原始内容存档于2016-03-05） （英语）.
11. ↑  Ganzer, pp. 125-129 no. 51
12. ↑  Salvador Miranda. . Florida International University.   [2017-07-07]. （原始内容存档于2016-03-05） （英语）.
13. ↑  Salvador Miranda. . Florida International University.   [2017-07-07]. （原始内容存档于2016-03-05） （英语）.
14. ↑  Salvador Miranda. . Florida International University.   [2017-07-07]. （原始内容存档于2016-03-05） （英语）.
15. ↑  . New Advent.   [2017-07-06]. （原始内容存档于2012-06-22） （英语）.
16. ↑  . The Holy See.   [2017-07-07]. （原始内容存档于2017-07-10） （英语）.